# Hydreliox
Hydreliox is een gasmengsel van helium, zuurstofgas en waterstofgas dat wordt gebruikt in het beroepsduiken als ademgas tijdens zeer diepe duiken. Hydreliox staat duiken tot op 300 meter toe.
Hydreliox wordt hoofdzakelijk gebruikt voor onderzoek en wetenschappelijke diepe duiken, dieper dan 130 meter (427 voet). Langdurige inademing van heliox-gasmengsels op deze diepte kunnen het high pressure nervous syndrome (HPNS) veroorzaken. Er bestaan twee gasmengsels ter bestrijding van dit probleem: trimix en hydreliox. Net als trimix bevat hydreliox helium en zuurstof en een derde gas om HPNS te voorkomen. Het derde gas in trimix is stikstof. Omdat waterstof het lichtste element is, is het gemakkelijker onder hoge druk te ademen dan stikstof .
Hydreliox is getest op een diepte van meer dan 500 meter (1640 voet) door COMEX SA, een Franse duikonderneming. Hoewel aanvankelijk werd geloofd dat het ademen van hydreliox de soort van symptomen bij stikstofnarcose zou voorkomen bleek uit de COMEX-tests dat 'waterstofnarcose' een factor is bij een diepte van meer dan 300 meter.